# Teylingen
Teylingen ist eine niederländische Gemeinde in der Provinz Südholland. Sie ist am 1. Januar 2006 aus dem Zusammenschluss der Gemeinden Sassenheim, Voorhout und Warmond entstanden. Teylingen liegt nördlich von Leiden im Anbaugebiet für Blumenzwiebeln.
Der Name der Gemeinde ist vom Schloss Teylingen abgeleitet, einer Ruine im Weiler Teylingen.
Ein Teil der Gemeindefläche besteht aus Seen, die durch die ehemalige Torfgewinnung entstanden sind: die Kagerplassen, die auch an die Gemeinden Kaag en Braassem und Haarlemmermeer grenzen.

## Sassenheim
Sassenheim ist ein wichtiger Industriestandort. Unter anderem befindet sich hier eine Fabrik von Akzo Nobel. Der Blumenzwiebel-Anbau ist fast völlig verschwunden. Der Name Sassenheim leitet sich vom Wort Sachsen und der fränkischen Ortsendung Heim ab.

## Voorhout
Jakobäa wohnte und starb 1436 im Voorhouter Schloss Teijlingen. Aus Voorhout stammen der Mediziner Herman Boerhaave und die Fußballspieler Edwin van der Sar und Rob van Dijk.

## Warmond
Nördlich der Ortschaft befindet sich ein Schloss (Huis te Warmond), das in seiner heutigen Form aus dem 18. Jahrhundert stammt. Von der alten Dorfkirche ist der Turm übriggeblieben und eine Ruine, die als Friedhof verwendet wird. Die Kirche wurde 1573 durch Bewohner aus Leiden zerstört, weil sie den Spaniern Schutz bot. Warmond war Sterbeort des Gehörlosenlehrers Johann Konrad Ammann, eine Zeit lang Wohnort des Malers Jan Steen; heute ist es der Wohnort des Schriftstellers Maarten ’t Hart.

## Sehenswürdigkeiten
- Pancratiuskerk (Sassenheim), romanische Dorfkirche aus dem 12. Jahrhundert
- Kleine Kerk (Voorhout), Kirchengebäude aus dem 14. Jahrhundert
- Ruïnekerk Warmond, Kirchenruine aus dem 15. Jahrhundert

### Galerie

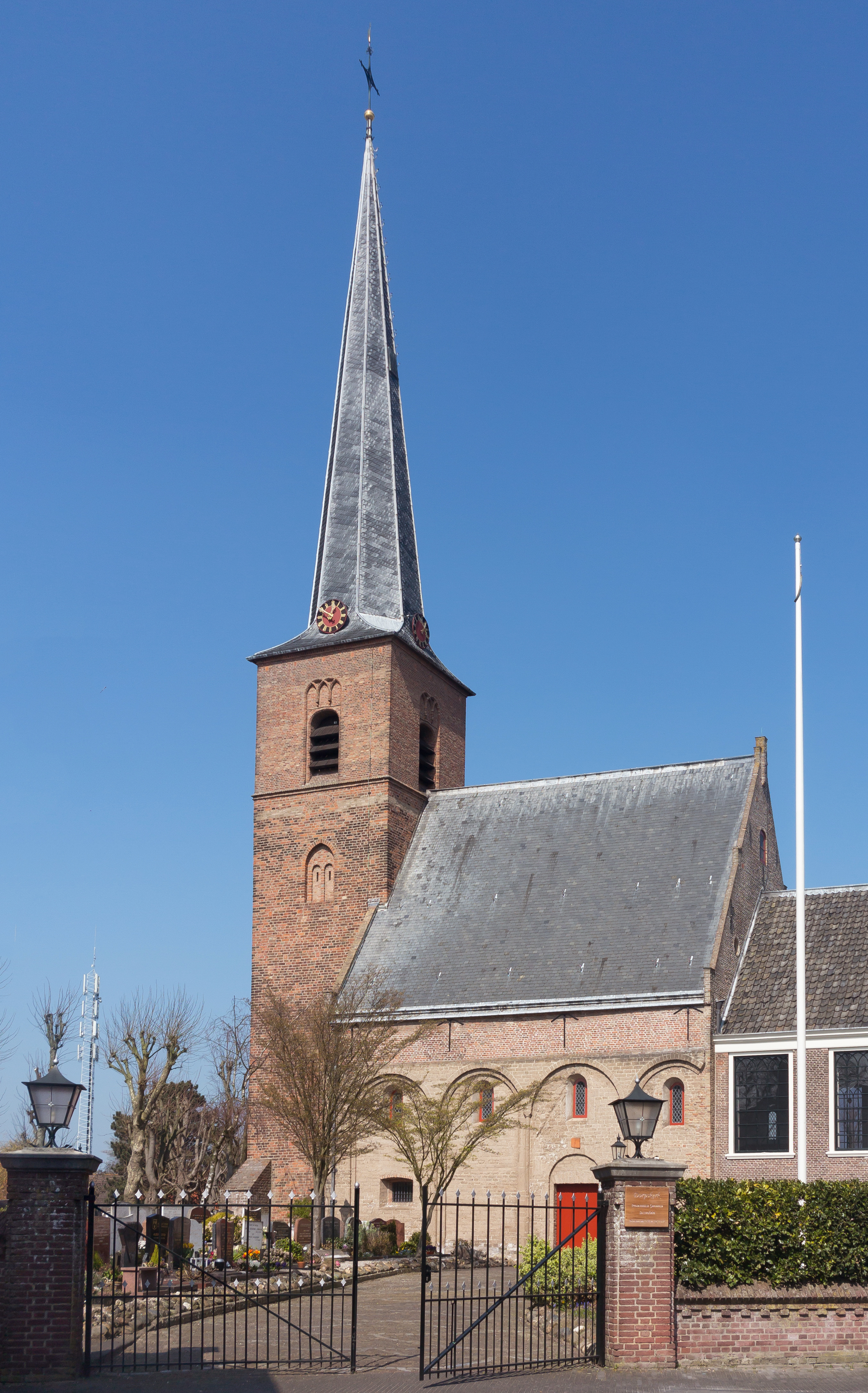
Sassenheim, Kirche: de Dorpskerk-de Pancratiuskerk
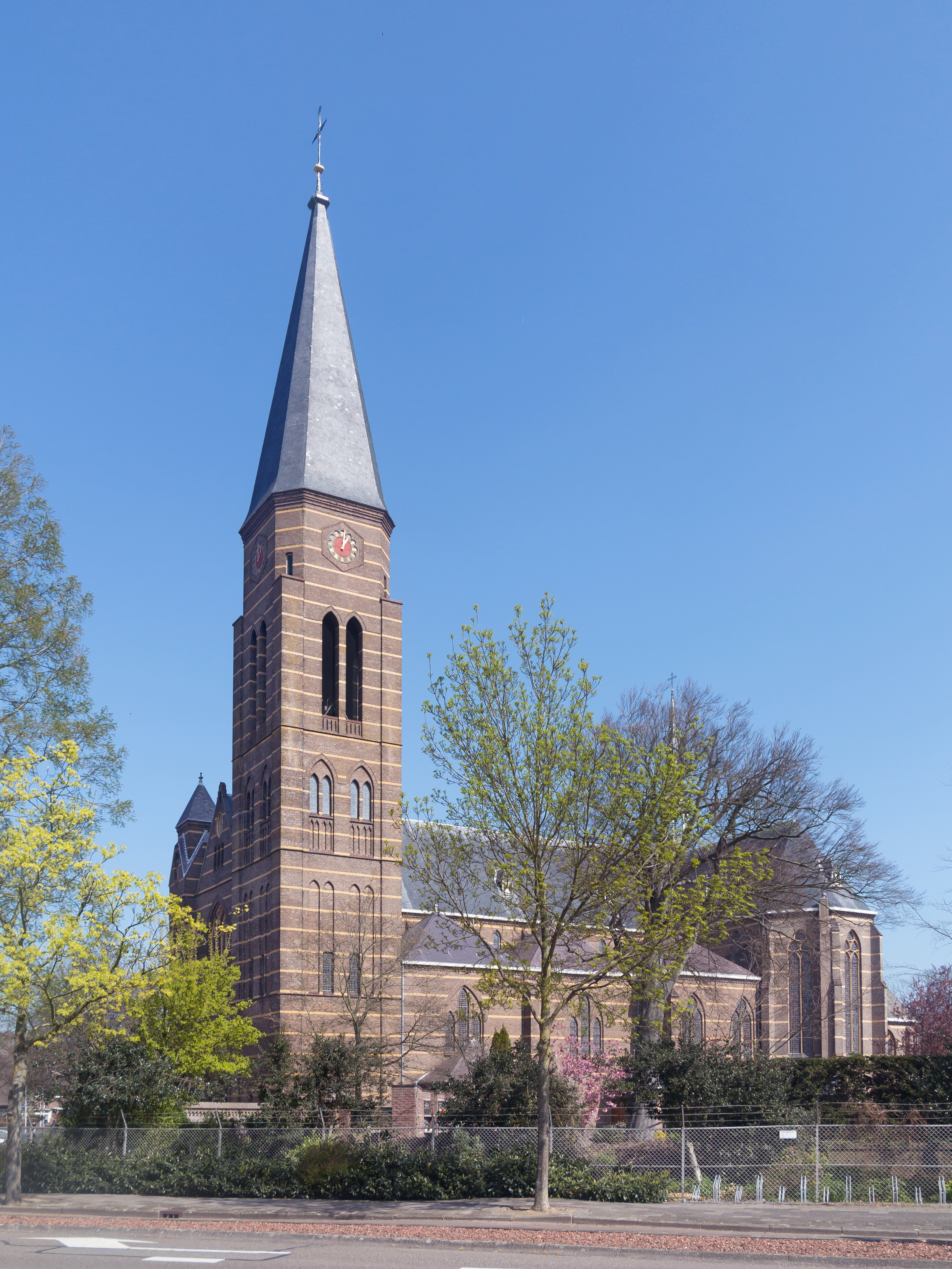
Sassenheim, Kirche: de Sint Pancratiuskerk
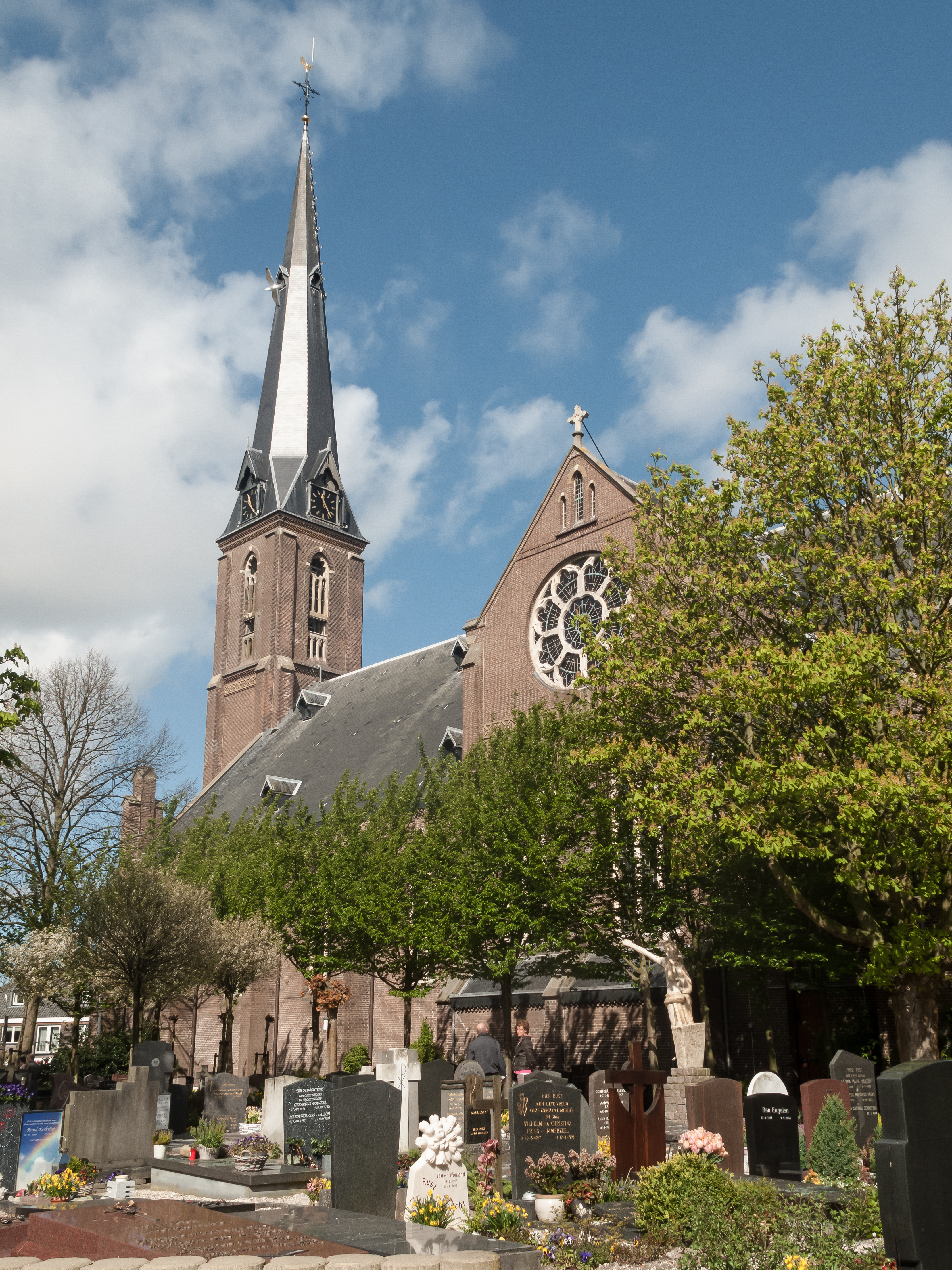
Voorhout, Kirche: de Sint Bartholomeuskerk
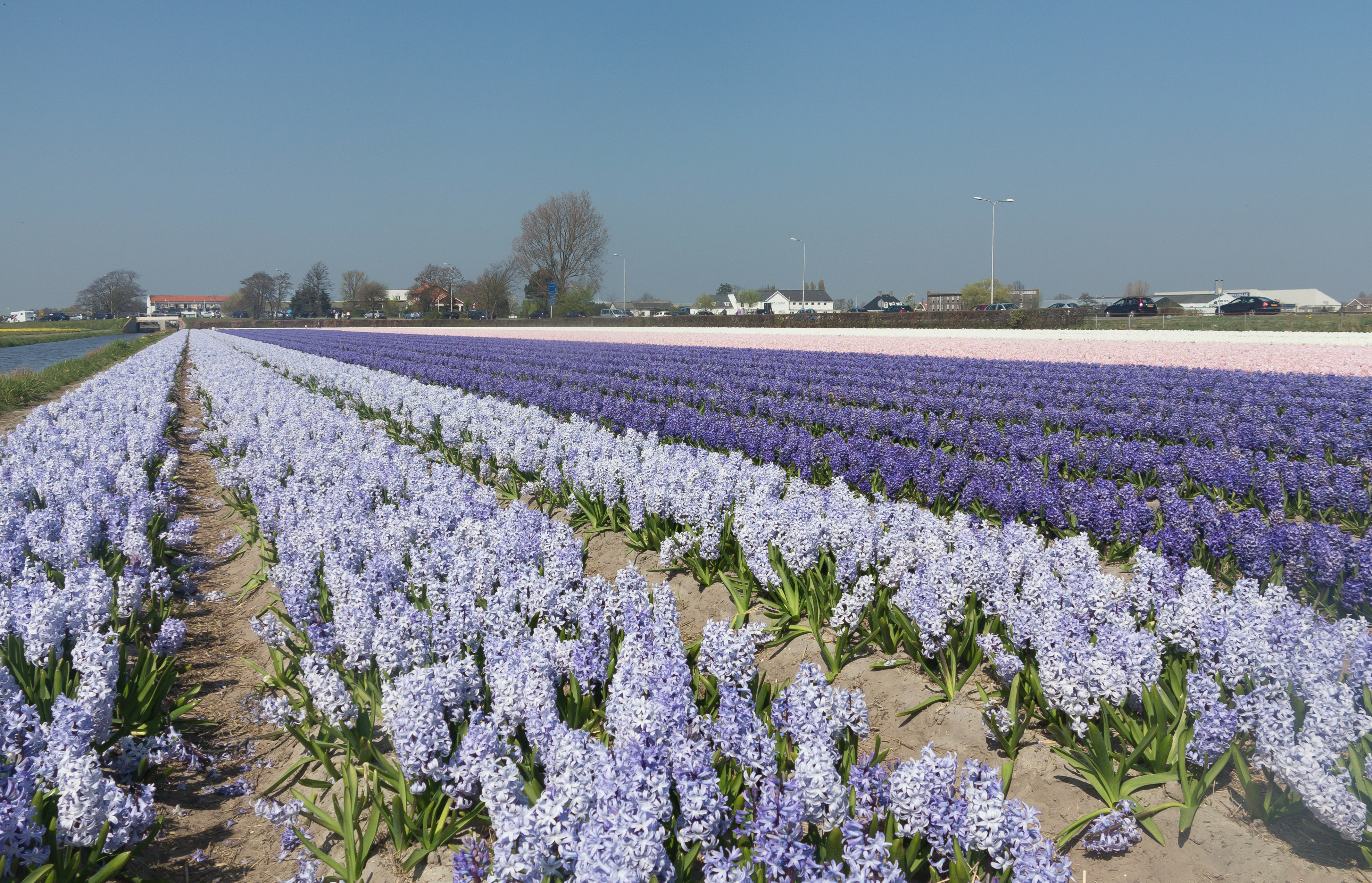
Voorhout, Feld mit Hyazinthen
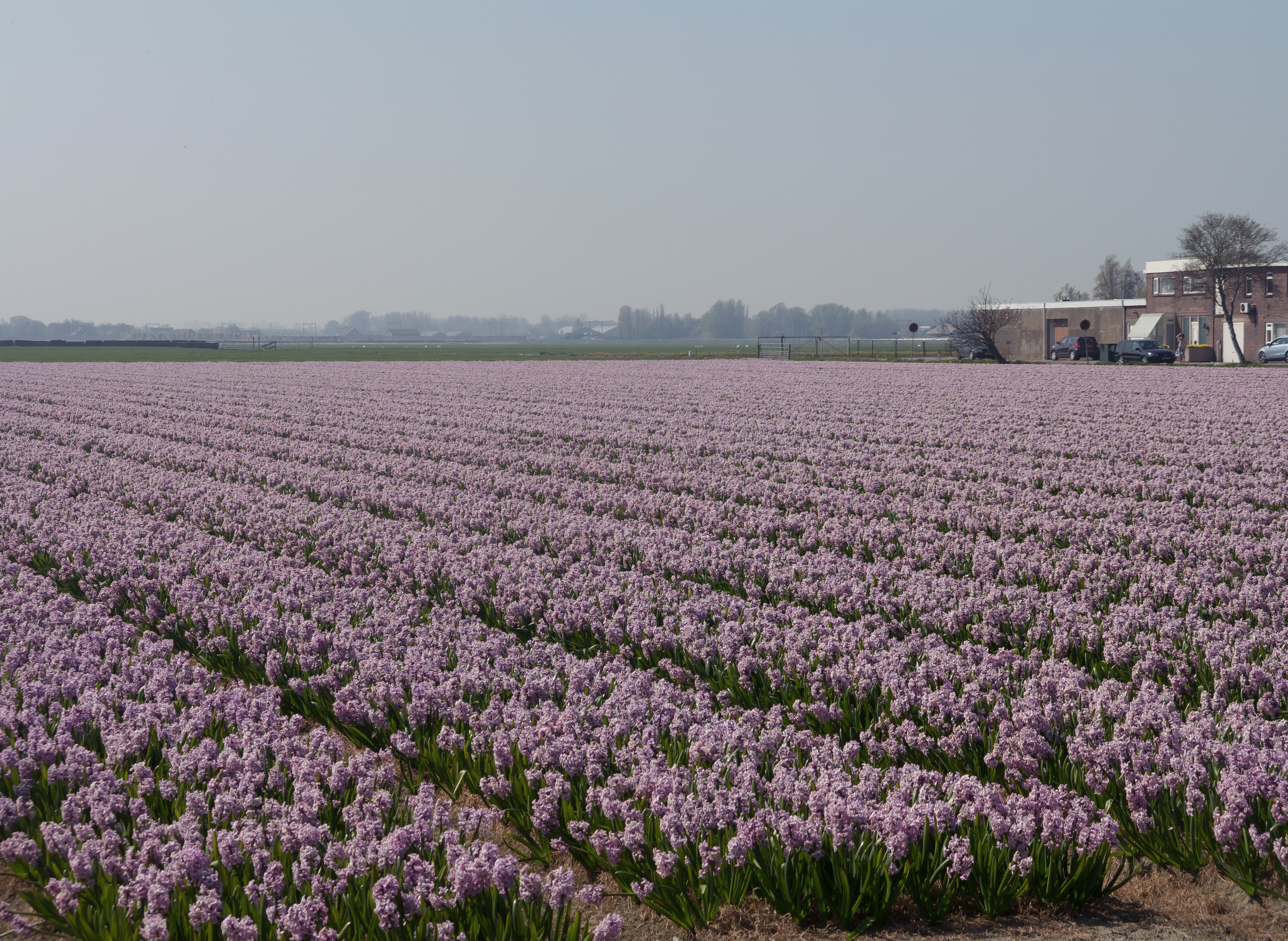
Voorhout, Feld mit Hyazinthen
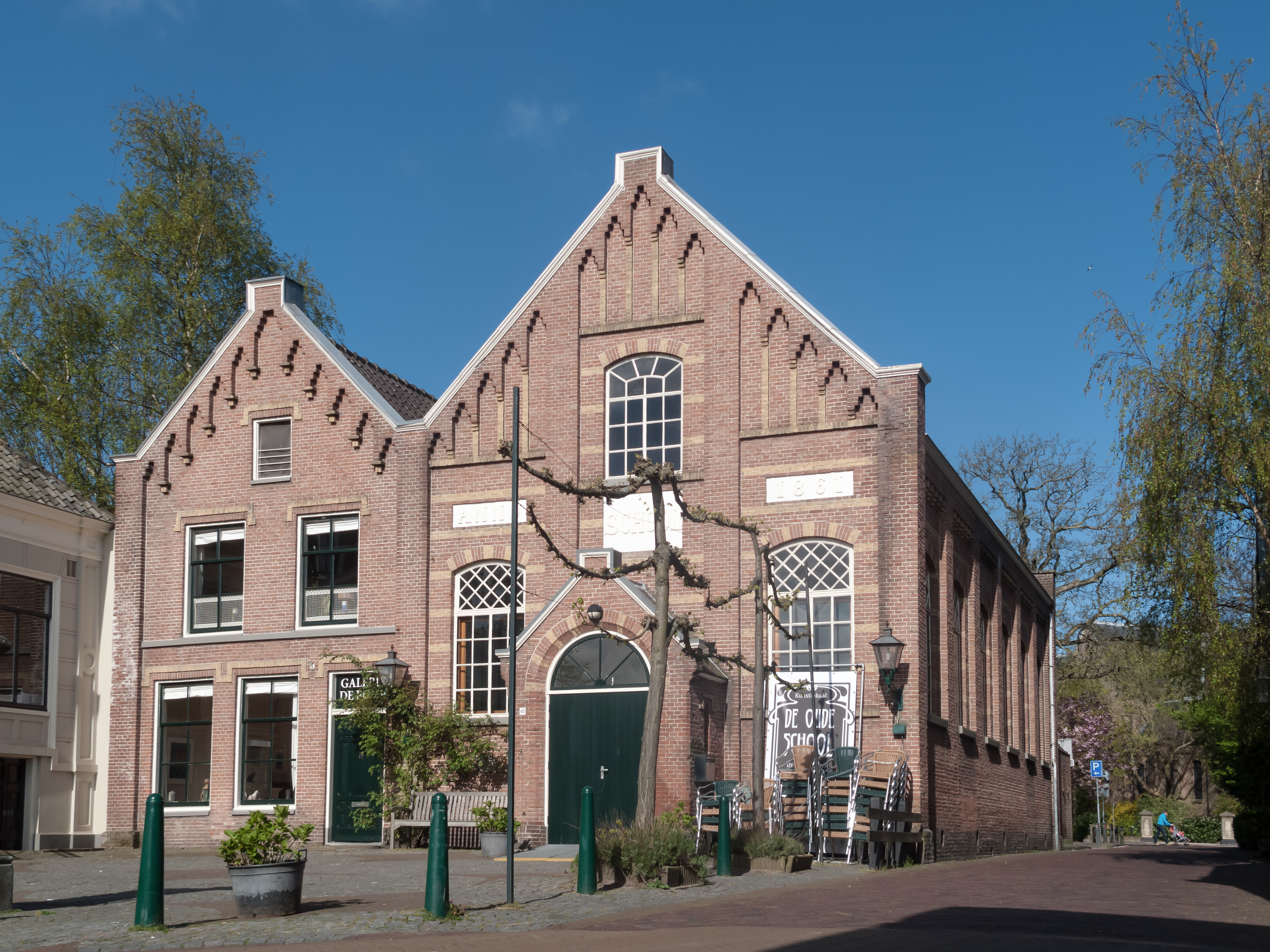
Warmond, Restaurant im Monumentalbau
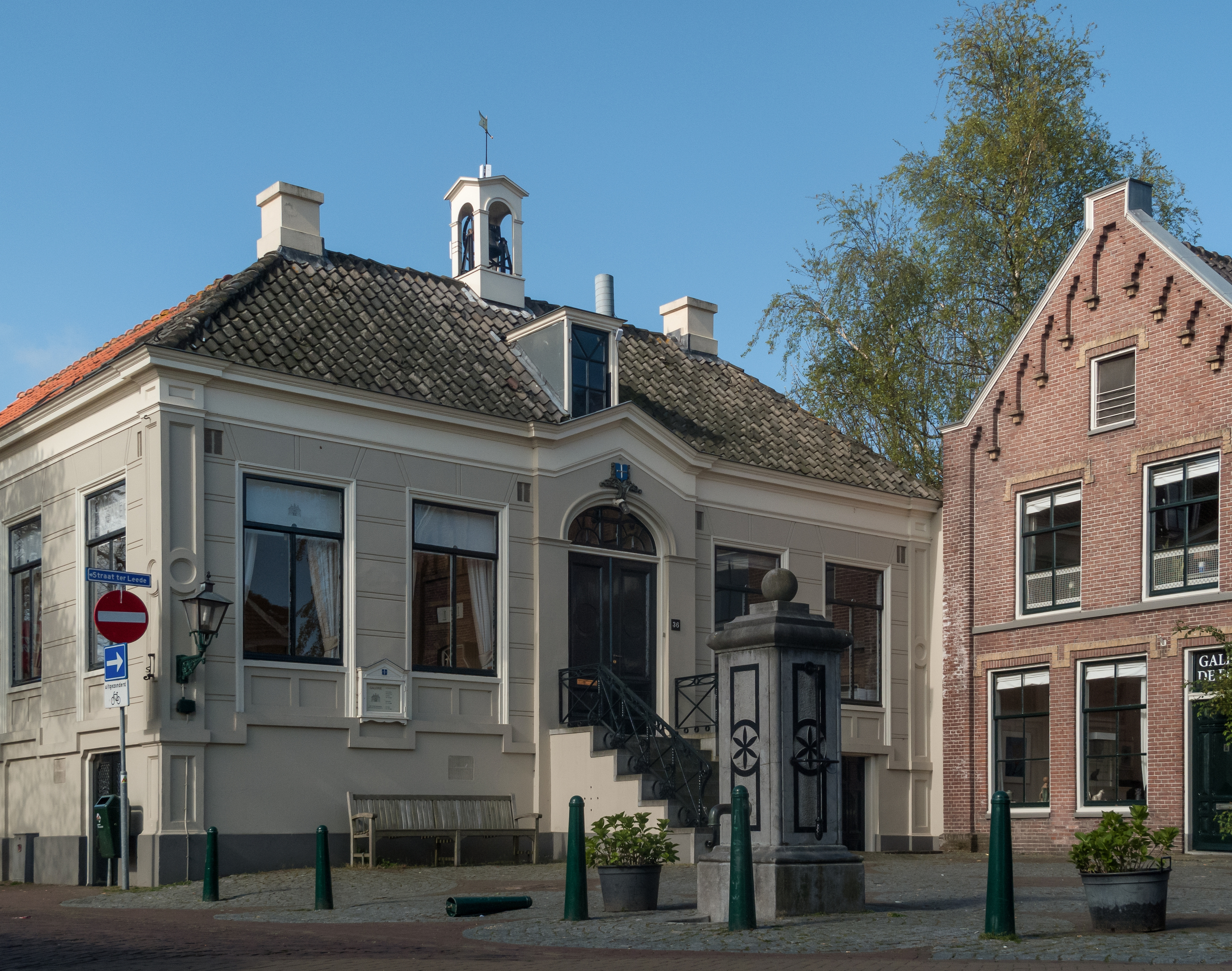
Warmond, das früheres Rathaus
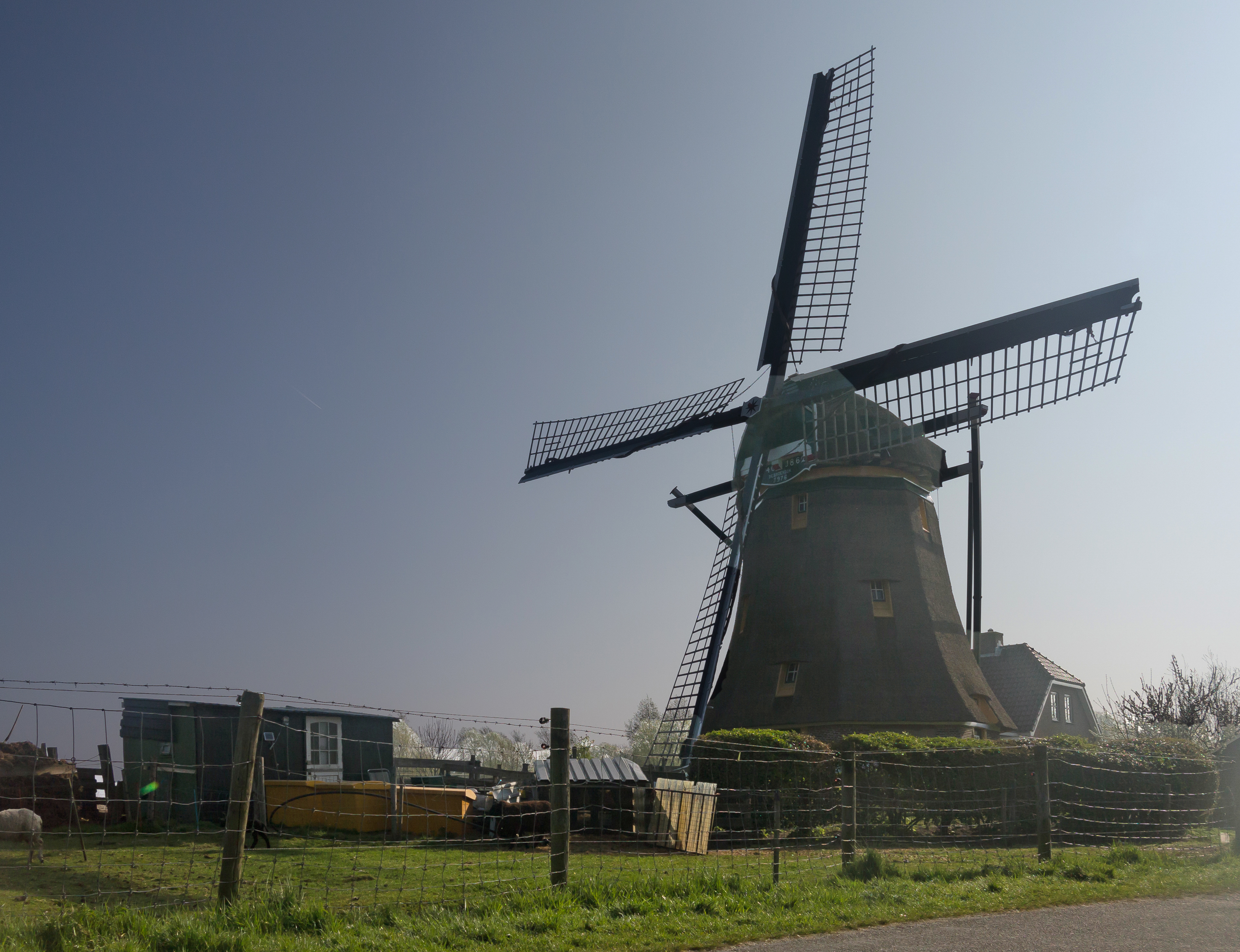
Warmond, Mühle: de Broekdijkmolen

## Politik

### Sitzverteilung im Gemeinderat
Der Gemeinderat von Teylingen setzt sich seit der Gemeindegründung folgendermaßen zusammen:
| Partei                | Sitze | Sitze | Sitze | Sitze | Sitze |
| Partei                | 2005  | 2010  | 2014  | 2018  | 2022  |
| --------------------- | ----- | ----- | ----- | ----- | ----- |
| VVD                   | 7     | 9     | 6     | 7     | 5     |
| CDA                   | 7     | 5     | 6     | 5     | 5     |
| D66                   | 1     | 4     | 5     | 3     | 4     |
| Trilokaal             | 3     | 2     | 4     | 5     | 4     |
| GroenLinks            | –     | –     | –     | 2     | 2     |
| PvdA                  | 5     | 3     | 3     | 2     | 2     |
| Progressief Teylingen | –     | –     | –     | –     | 1     |
| Lijst Schenk          | –     | –     | –     | –     | 1     |
| ChristenUnie          | 0     | 1     | 1     | 1     | 1     |
| TROTS                 | –     | 1     | –     | –     | –     |
| Gesamt                | 23    | 25    | 25    | 25    | 25    |

### Bürgermeister
Seit dem 29. September 2014 ist Carla Breuer (CDA) amtierende Bürgermeisterin der Gemeinde. Zu ihrem Kollegium zählen die Beigeordneten Bas Brekelmans (VVD), Arno van Kempen (D66), Rob ten Boden (Trilokaal) sowie der Gemeindesekretär Juul Covers. Das neue Kollegium für den Zeitraum von 2018 bis 2022 wurde am 31. Mai 2018 ernannt.
- Siehe auch: Liste der Bürgermeister von Teylingen

## Töchter und Söhne der Gemeinde
- Herman Boerhaave (1668–1738), Mediziner, Chemiker und Botaniker
- Piet van der Lans (1940–2018), Radrennfahrer
- Bart Zoet (1942–1992), Radrennfahrer
- Rob van Dijk (* 1969), Fußballtorhüter
- Ard van der Steur (* 1969), Politiker und Rechtsanwalt
- Edwin van der Sar (* 1970), Fußballtorhüter
- Allard Lindhout (* 1987), Fußballschiedsrichter
- Frank van den Broek (* 2000), Radrennfahrer